# 신미순의총
신미순의총(辛未殉義塚)은 조선 고종 8년 (1871년) 신미양요때 광성보 일대에서 미 해군과 격전하다가 전사한 용사들의 묘가 있는 곳이다. 인천광역시 강화군 불은면 덕성리 광성보 내에 있다.

## 개요
1871년(고종 8년) 4월 23일 신미양요 당시 광성진에서 벌어졌던 광성진 전투에서 중군 어재연 장군과 아우 재순을 비롯한 군관, 사졸 53인의 전사자가 발생했다. 이들 중 어재연 형제는 고향인 충청북도 음성군 대소면 성본리에 안장하고, 남은 군졸 51인은 신원을 분별할 수 없어 7기의 분묘에 합장하여 그 순절을 기리고 있다. 조선군은 광성보 전투에서 최후의 한 명까지도 포로가 되기를 거부하고 비겁하게 물러서지 않았으니, 외침에 대항하여 나라를 지키려는 살신호국 정신을 보여준 곳이다.

## 같이 보기
- 어재연
- 신미양요